# Obu Toramasa
Obu Toramasa (飯富虎昌?   1504 - 11 de noviembre de 1565) fue un samurái japonés bajo las órdenes del clan Takeda durante el período Sengoku de la historia de Japón.
Originario del clan Iitomi, Toramasa fue criado por el clan Obu y bajo las órdenes de Takeda Nobukado. Con la muerte de Nobukado y el ascenso al liderazgo del clan por parte de su hijo Takeda Shingen, Toramasa fue reconocido como un hombre de sabios consejos por lo que fue reconocido como uno de los famosos Veinticuatro Generales de Takeda Shingen y se convirtió en el tutor personal del futuro heredero del clan, Takeda Yoshinobu. Toramasa fue designado además al mando del castillo Uchiyama en la Provincia de Shinano donde con tan solo 800 soldados de la guardia pudo repeler el ataque del ejército de Uesugi Kenshin que contaba con más de 8,000 elementos con lo que ganó un gran nivel de respeto pero una gran desconfianza al mismo tiempo. Después de la Cuarta Batalla de Kawanakajima de 1561, Yoshinobu comenzó a reprender a su padre por acciones en el campo de batalla e intentó ganar popularidad en contra de su padre. Toramasa fue el sospechoso de manipular a Yoshinobu por lo que en el año de 1565 se le ordenó que cometiera seppuku.
Aún después de su muerte se le reconoció ampliamente por distinguir a sus soldados con una armadura rojo escarlata, lo cual adoptó de su hermano menor, Ii Naomasa.